# كاثرين بوركي
كاثرين بوركي (بالإنجليزية: Katherine Bourke) هي قاضية أسترالية، ولدت في 5 يوليو 1961.